# 松元恵美
松元 恵美（まつもと えみ、1988年7月20日 - ）は日本のミュージカル俳優である。出生地は滋賀県大津市で愛知県名古屋市緑区出身。劇団四季所属。

## 来歴
母方の祖父母がいた滋賀県大津市で出生し、その後父の仕事の関係で愛知県名古屋市緑区に転居した。3歳頃にクラシックバレエ教室に入所し、妹とともに19歳の頃まで在籍していた。名古屋経済大高蔵高等学校卒業後は名古屋芸術大学へ進学し、2年時の2008年に劇団四季研究生オーディションに合格し、大学を中退して研究所へ入所した。同年地元新名古屋ミュージカル劇場で上演されていたオペラ座の怪人のアンサンブル役で初舞台に出演した。2013年5月1日に同年初演を迎えたリトルマーメイドアンサンブル2枠で初出演し、2016年2月27日に5代目アリエル役として初主演を果たした。

## 人物
母方の祖母の叔父に森繁久弥がいる（森繁からみると姪の孫）。
四季を目指したきっかけは、小学3年生の時に観劇した二人のロッテで、大学生の時にキャッツを観劇し入団を決意した。

## 主な出演作品
- オペラ座の怪人（2008年 アンサンブル）
- サウンド・オブ・ミュージック（2010年 リーズル）
- コーラスライン（2010年 マギー）
- エビータ（2010年 ミストレス）
- 青い鳥（2012年 水）
- 劇団四季ソング&ダンス60 感謝の花束（2013年 シンガー）
- リトルマーメイド（2013年～ アンサンブル2枠、2016年～ アリエル）
- 人間になりたがった猫（2015年 ジリアン）
- 美女と野獣 (2022年〜 アンサンブル）
- ふたりのロッテ（2024年 イレーネ）